# André Harinck
André Dirk Harinck (Sliedrecht, 14 oktober 1935 – Sliedrecht, 4 februari 2019) was een Nederlands politicus. Hij was lid het CDA.
Hij was leraar op een mavo en tevens actief in de lokale politiek van Sliedrecht voor hij in juli 1988 benoemd werd tot burgemeester van Dodewaard. In die hoedanigheid, als verantwoordelijke voor de openbare orde, kreeg hij ook te maken met acties tegen de Kerncentrale Dodewaard. Midden 1998 ging Harinck vervroegd met pensioen waarna hij weer ging wonen in Sliedrecht.
Harinck was officier in de Orde van Oranje Nassau. Hij overleed in 2019 op 83-jarige leeftijd.